# Fritz Ranzi
Friedrich Ranzi (* 21. Februar 1909 in Kaltern, Österreich-Ungarn; † 5. Juli 1977 in Innsbruck) war ein österreichischer Historiker. Zeitlebens war er für den Anschluss Österreichs an Deutschland. Wie kein anderer befasste er sich mit den Identitätsproblemen seines Heimatlandes am Beispiel der Studentenverbindungen in Österreich.

## Leben
Ranzis Mutter Maria Ranzi geb. Paris entstammte Südtiroler Adel. Der Vater war der Innsbrucker Steuerbeamte Hans Ranzi (1882–1965), neben Karl Schönherr und Franz Kranewitter der dritte Dramatiker Tirols. Unter dem Pseudonym „Hans Renz“ schrieb er seine wichtigsten Bühnenstücke in den 1920er Jahren.
Auf den Namen Friedrich getauft und Fritz gerufen, besuchte Ranzi die Volksschule in Landeck (Tirol) und das Bundesrealgymnasium Innsbruck. Dort bestand er im Juni 1929 die Reifeprüfung. Zum Wintersemester 1929/30 immatrikulierte er sich an der Universität Innsbruck für Medizin. Er wurde aktiv im Corps Athesia. Aus unbekannten Gründen wechselte er zu Philosophie, Geschichte, Geographie und Germanistik. Er  besuchte Vorlesungen und Übungen von Heinrich Hammer, Richard Heuberger, Richard Marek (Geograf), Friedrich Metz, Harold Steinacker, Otto Stolz, Hermann Wopfner und Adolf Helbok. Jahrelang war er Vorsitzender des Deutsch-freiheitlichen Hochschulausschusses. Nach dem Ersten Weltkrieg konvertierte er vom Katholizismus zur Evangelischen Kirche A. B.

### Leipzig
Er verließ „aus politischen Gründen“ den Ständestaat (Österreich) und ging zum Wintersemester 1935/36 an die Universität Leipzig. Dorthin geholt hatte ihn sein Corpsbruder Helbok, der als Nationalsozialist im austrofaschistischen Ständestaat seines Amtes enthoben und 1935 auf den Leipziger Lehrstuhl berufen worden war. Ranzi hörte bei Hermann Heimpel, Rudolf Kötzschke, Rudolf Lehmann, Bruno Schier, Heinrich Schmitthenner und Kurt Tackenberg. Wie von Helbok geraten, schrieb Ranzi eine bevölkerungswissenschaftliche Doktorarbeit. Nach dem Examen im Herbst 1936 entstand sie am Institut für deutsche Landes- und Volksgeschichte. Am 7. Februar 1938 wurde er unter dem Dekanat von Erich Bräunlich mit dem Prädikat „sehr gut“ zum Dr. phil. promoviert. Der Lebenslauf in der Dissertation ist  mit „Friedrich Ranzi“ unterschrieben. Die späteren Publikationen firmieren unter dem Rufnamen „Fritz“.
Nachdem er eine Zeitlang wissenschaftlicher Volontärassistent gewesen war, wurde er Leiter der Forschungsabteilung am Institut für Landesgeschichte und Siedlungskunde. In gleicher Funktion war er später in Innsbruck tätig.

### Daidalia
Als Soldat der Wehrmacht  war Ranzi 1941/42 in Königsberg (Preußen). Zum Medizinstudium an die Albertus-Universität abkommandiert, wollten 18 Angehörige der Luftwaffe eine Studentenverbindung stiften. Ranzi riet ihnen zur Gründung einer geheimen Verbindung. Am 15. Dezember 1941 wurde im Restaurant Daeblitz die nach Daidalos benannte Daidalia gegründet. Das blau-silber-blaue Couleur war eine Referenz an die Farben der Luftwaffe. Das Band wurde ständig unter der Uniform getragen. Der Bund traf sich bei Daeblitz oder im Keller der  Pathologie. Nachdem Helmut Motekat, Studentenführer der Kameradschaft „Hermann von Salza“, Mitglied der Daidalia geworden war, ging der Bund am 3. Februar 1942 in der Kameradschaft auf. Von Alten Herren der Königsberger Burschenschaft Gothia getragen, ermöglichte sie mit den jungen Daidalen der Gothia als einzigem Königsberger Bund die Rekonstituierung im Krieg (bis 1944). Als Spiritus rector erhielt Ranzi Daidalias Ehrenband. Als Corpsstudent konnte er es nicht tragen; den Daidalen blieb er aber zeitlebens treu. 1943 wurde er im Deutsch-Sowjetischen Krieg schwer verwundet. Er geriet bei Kriegsende in sowjetische Gefangenschaft und wirkte in einem Lazarett. Anschließend kam er noch für sieben Monate in ein Konzentrationslager in Posen.

### Heimkehr
Als Ranzi Ende 1945 nach Innsbruck zurückkehrte, erwartete ihn die Entlassung aus dem wissenschaftlichen Dienst der Universität. Sie war wohl auch seinem Einsatz für den Anschluss Österreichs geschuldet. Von 1947 bis 1951 war er Chefbuchhalter im Rechnungsdienst der französischen Mission und Militärintendanz in Innsbruck. Anschließend arbeitete er bis 1954 als Journalist bei verschiedenen Tiroler Wochenblättern. 1955/56 war er Sekretär im österreichischen Jugendherbergswerk. Zuletzt war er bis zur Pensionierung Abteilungsleiter bei einer Wiener Werbegesellschaft mit Sitz in Innsbruck. Er wohnte in der Langstraße. Nicht veröffentlicht wurde sein Heiteres Tiroler Reisebrevier, eine „Liebeserklärung an Tirol“.
Anfang der 1950er Jahre engagierte er sich für die Rekonstitution seines Corps. Er schrieb Athesias Corpsgeschichte (1962/1976) und befasste sich mit den „deutschen Corps in Österreich“. Seine Einsichten in die österreichischen Mentalitätskonflikte sind so klar und aktuell wie vor 60 Jahren. „Rones“ war regelmäßiger Paukarzt seines Corps. Das Corps Frankonia-Brünn zu Salzburg verlieh ihm am 20. November 1964 das Band. Ranzi gab es am 26. Juni 1972 auf eigenen Wunsch zurück. Mit dem Band der Daidalia und mit seiner Frau nahm er 1974 als Ehrengast am 120. Stiftungsfest der Königsberger Gothen in Göttingen teil. Als Diabetiker oft mit dem Fahrrad unterwegs, zog er sich bei einem Fahrradsturz am Inn Kopfverletzungen zu. Er stürzte die Böschung hinunter und ertrank. Beigesetzt wurde er auf dem Westfriedhof (Innsbruck). Er hinterließ seine Frau Martha Ranzi geb. Silber, die Tochter Maria Hübner geb. Ranzi und vier Enkelkinder. Athesia verlieh ihm postum die Ehrenmitgliedschaft.

## Werke
- mit Adolf Helbok und Emil Lehmann: Heimgekehrte Grenzlande im Südosten – Ostmark. Sudetengau. Reichsprotektorat Böhmen und Mähren. Ein Handbuch. Philipp Reclam jun., Leipzig 1939.
- Königsgut und Königsforst im Zeitalter der Karolinger und Ludolfinger und ihre Bedeutung für den Landesaufbau. Ein Beitrag zur Entwicklungsgeschichte des gesamtdeutschen Lebensraumes. Mit 2 Karten. (= Adolf Helbok (Hrsg.): Volk in der Geschichte. Bd. 3). M. Niemeyer Verlag, Halle a. d. Saale 1939. (Besprechung in: Zeitschrift der Savigny-Stiftung für Rechtsgeschichte. Germanistische Abteilung. Bd. 60 (1940), Heft 1, S. 358–361. Abstract)
- Die SC-Verbände der Vorkösener Zeit in Österreich. Einst und Jetzt, Jahrbuch des Vereins für corpsstudentische Geschichtsforschung, Bd. 1 (1956), S. 61–76.
- Übersicht über die bestehenden und suspendierten Kösener und vorkösener Corps in Österreich. Einst und Jetzt, Bd. 6 (1960), S. 114–117.
- Corps und Burschenschaft in Österreich im Wandel der Ideen. Einst und Jetzt, Bd. 6 (1956), S. 73–85.
- Geschichte des Akademischen Corps Athesia zu Innsbruck. Innsbruck 1961.
- mit Adolf Helbok und Margit Gröhsl: Erinnerungen – ein lebenslanges Ringen um volksnahe Geschichtsforschung. Innsbruck 1963.
- 340 Jahre Wiltener Schützen 1625–1965. Innsbruck 1965.
- Österreich – Wunschbild und Wirklichkeit. Eine volks- und kulturgeschichtliche Rückschau im Hinblick auf unsere Gegenwart. Innsbruck 1968.